# Syngrapha ignea
Syngrapha ignea är en fjärilsart som beskrevs av Augustus Radcliffe Grote 1863. Syngrapha ignea ingår i släktet Syngrapha och familjen nattflyn. Inga underarter finns listade i Catalogue of Life.

## Bildgalleri

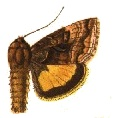